# 维勒费鲁
维勒费鲁（法語：Vy-le-Ferroux，法語發音：[vi lə fɛʁu]）是法国上索恩省的一个市镇，属于沃苏勒区。

## 地理
维勒费鲁（47°35'11"N, 5°58'26"E）面积5.7 平方千米，位于法国勃艮第-弗朗什-孔泰大區上索恩省，该省份为法国东部内陆省份，北起顺时针与孚日省、贝尔福地区省、杜省、汝拉省、科多尔省和上马恩省接壤。
与维勒费鲁接壤的市镇（或旧市镇、城区）包括：特拉沃、努瓦当勒费鲁、拉兹、苏万-屈布里-沙朗特奈。

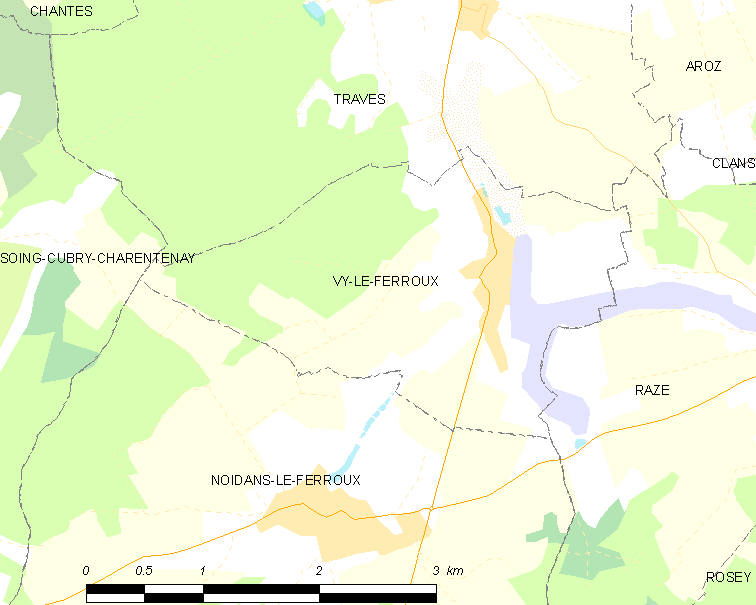
维勒费鲁的OSM定位图

维勒费鲁的时区为UTC+01:00、UTC+02:00（夏令时）。

## 行政
维勒费鲁的邮政编码为70130，INSEE市镇编码为70580。

## 政治
维勒费鲁所属的省级选区为索恩河畔塞和圣阿尔班县。

## 人口

1962-2008年间维勒费鲁人口变化图示

维勒费鲁于2022年1月1日时的人口数量为159人。